# 암세포

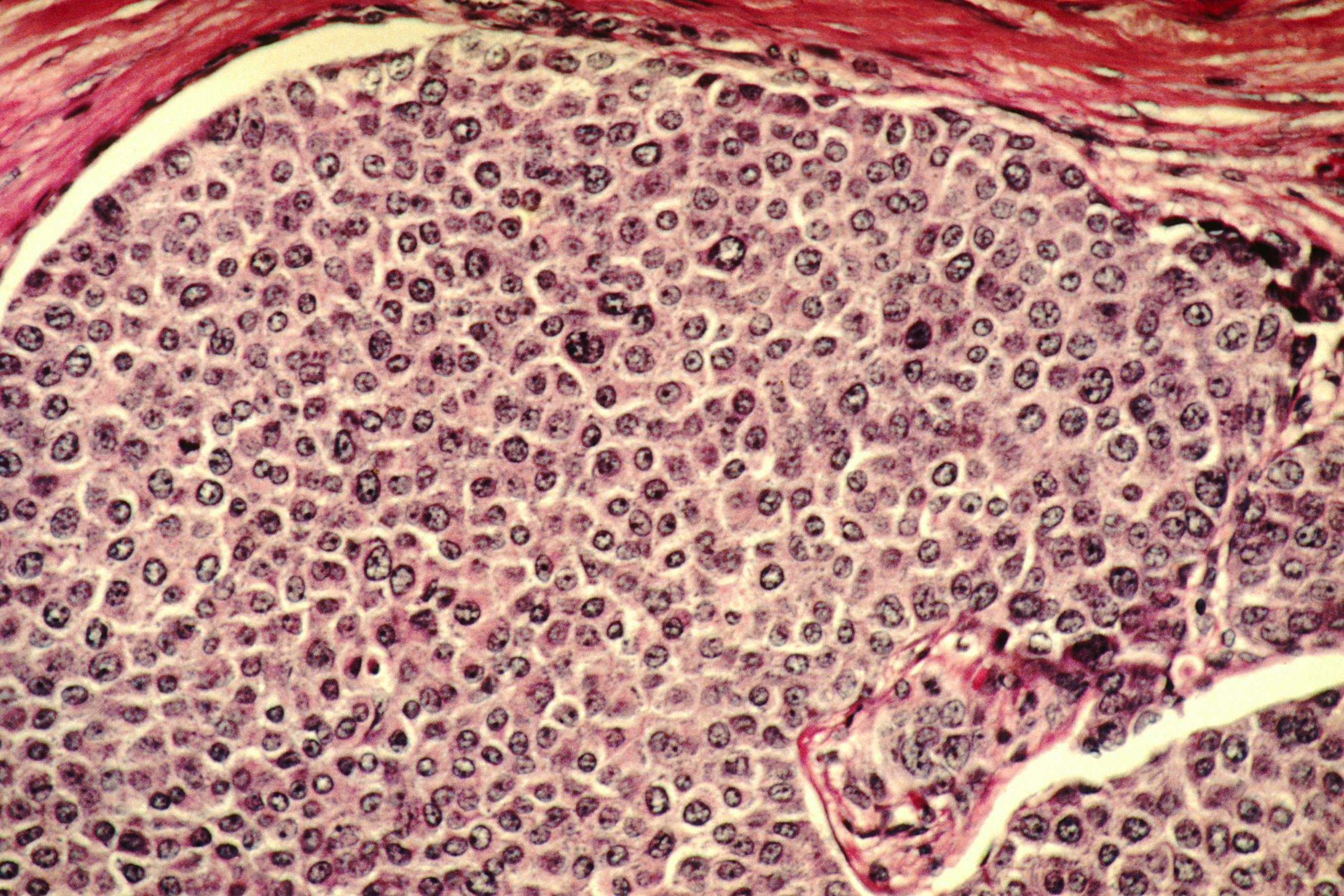
유방암 세포

암세포(癌細胞, cancer cell)는 빠르고 불규칙하게 성장하는 세포이다. 인체에서 암세포는 주기적으로 생산되지만, NK세포, 세포독성T세포와 같은 면역세포가 죽이기 때문에 암으로 발전하지 못한다.
과거에는 암세포가 인식되지 못하고 파괴되지 못하는 이유는 면역체계가 허약해져서라고 생각했다. 그러나 최근의 연구는 암세포가 인식되지 못하는 원인은, 인식되지 못하게 속이는 분자 때문이라는 것이 밝혀졌다.
암세포의 표면에 있는 단백질인 PD-L1, PD-L2가 T세포의 표면에 있는 단백질인 PD-1과 결합하면, T세포는 암세포를 공격하지 못한다. 면역항암제는 T세포의 PD-1 수용체에 달라붙어 암세포의 회피 기능을 억제한다. MSD의 키트루다와 옵디보가 작용하는 원리다.
암세포를 공격하는 가장 강력한 림프구 세포는 자연살해세포(NK 세포), 세포독성T세포이다. 이 세포들은 몸속을 돌아다니며 정상 세포와 암세포를 구분해 암세포를 죽이는 역할을 한다.

## 분류
암세포에는 여러 가지 종류가 있는데, 본래 기원한 세포의 종류에 따라서 구분할 수 있다.
- 암종(carcinoma): 많은 암세포가 몸의 안쪽 혹은 바깥쪽 표면을 둘러싸고 있는 상피세포에서 기원한다.
- 백혈병(leukaemia): 새로운 혈구를 만드는 역할을 하는 조직에서 기원하는 암으로, 가장 흔한 기원 장소는 골수이다.
- 림프종(lymphoma)과 골수종(myeloma): 면역계 세포에서 유래한다.
- 육종(sarcoma): 지방, 근육, 뼈 같은 결합조직에서 기원한 암이다.
- 뇌와 척수 같은 중추신경계 조직에서 유래하는 경우
- 중피종(mesothelioma): 체강을 둘러싸는 중피에서 기원하는 암이다.

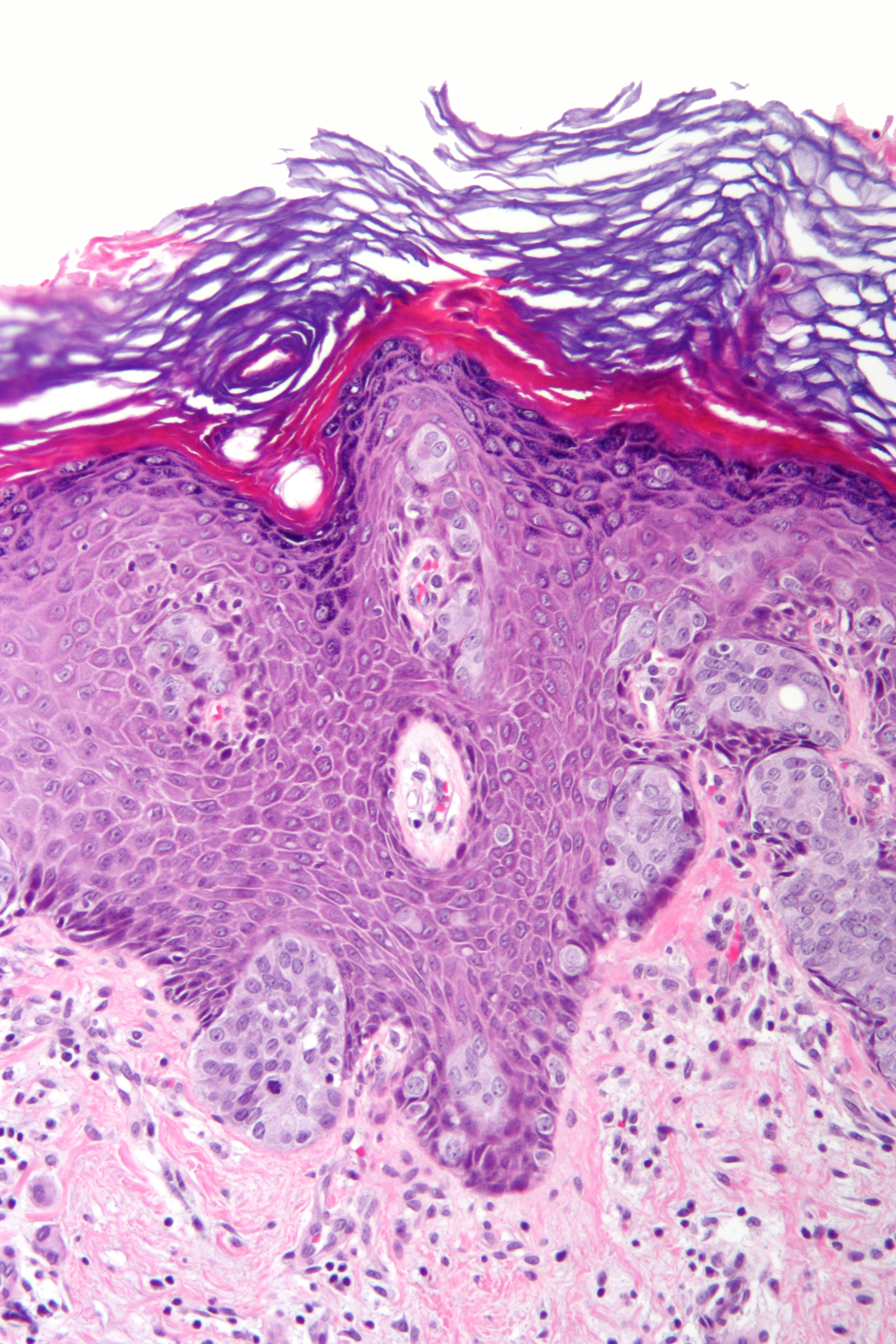
아포크린암종
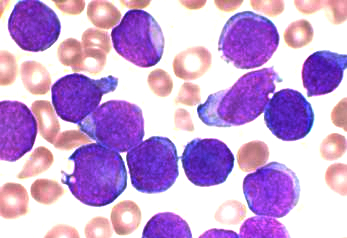
급성 림프모구성 백혈병
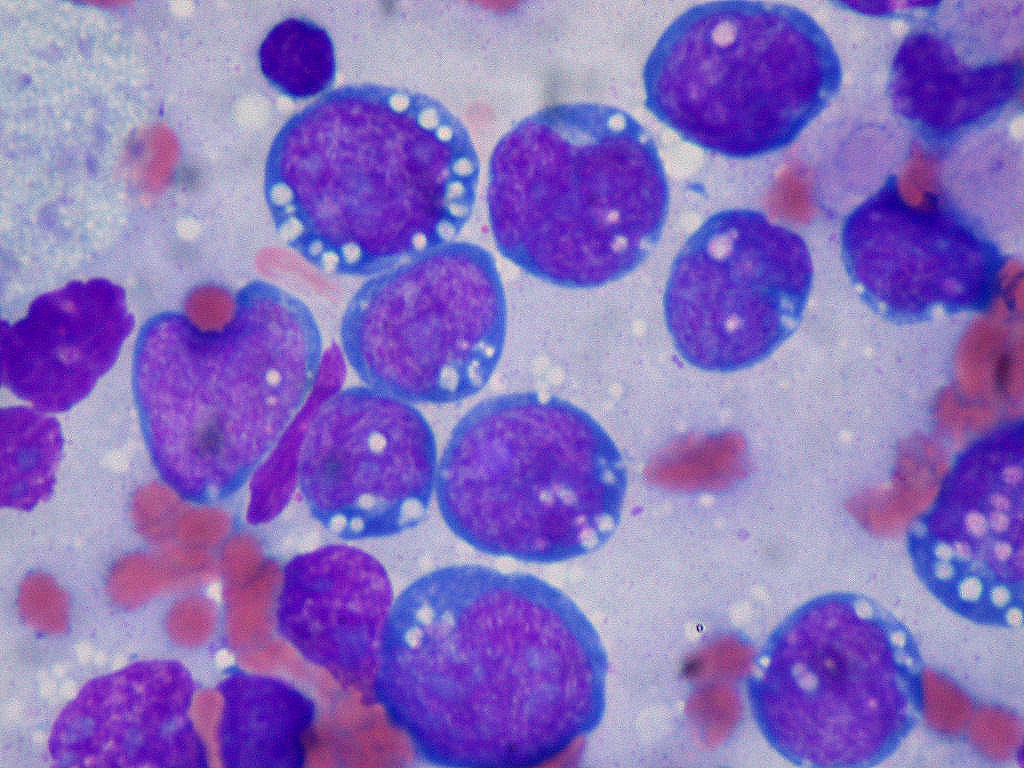
버킷 림프종
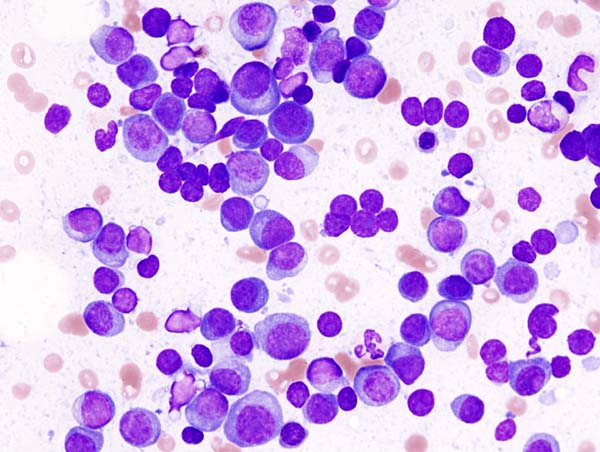
다발성 골수종
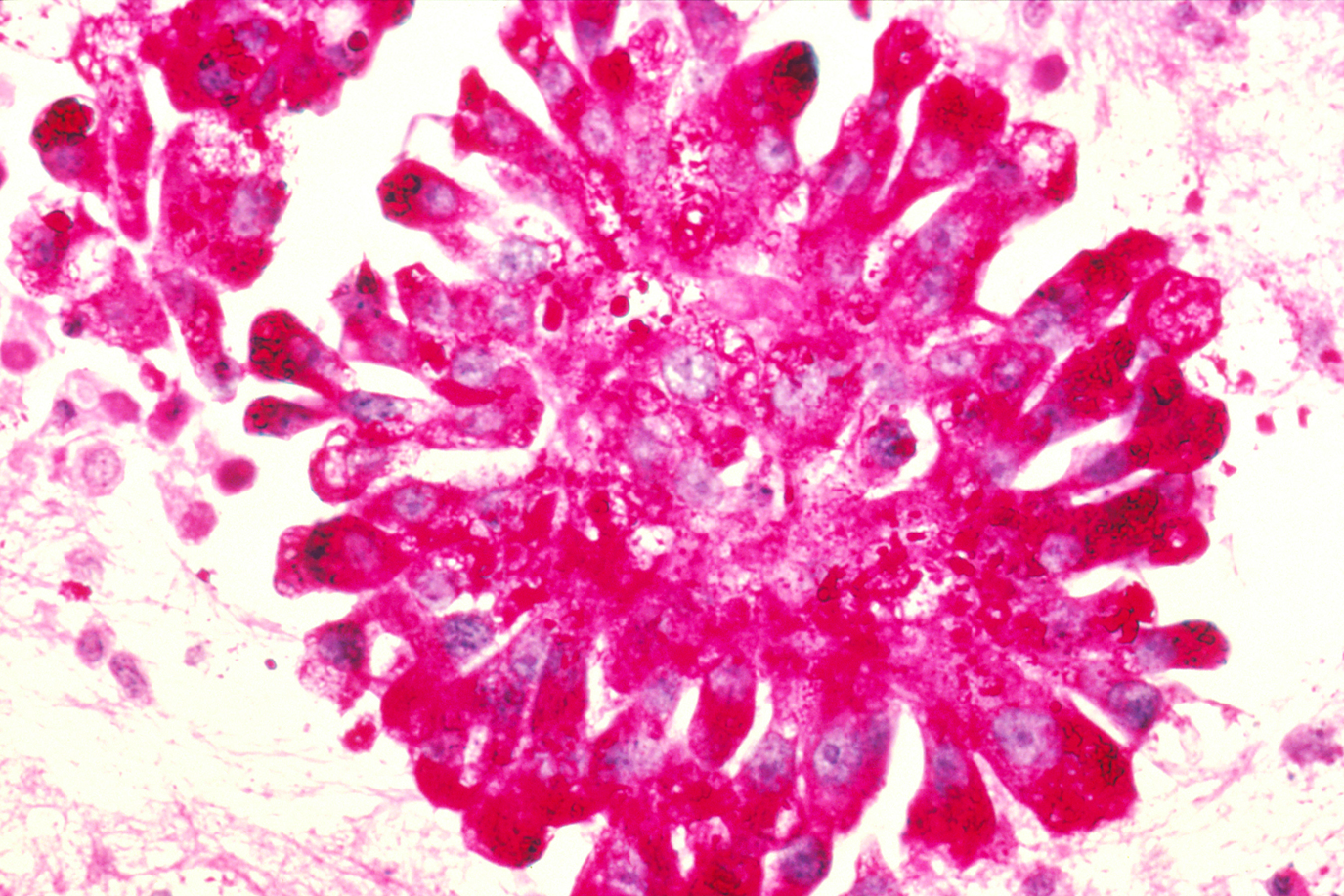
유잉 육종
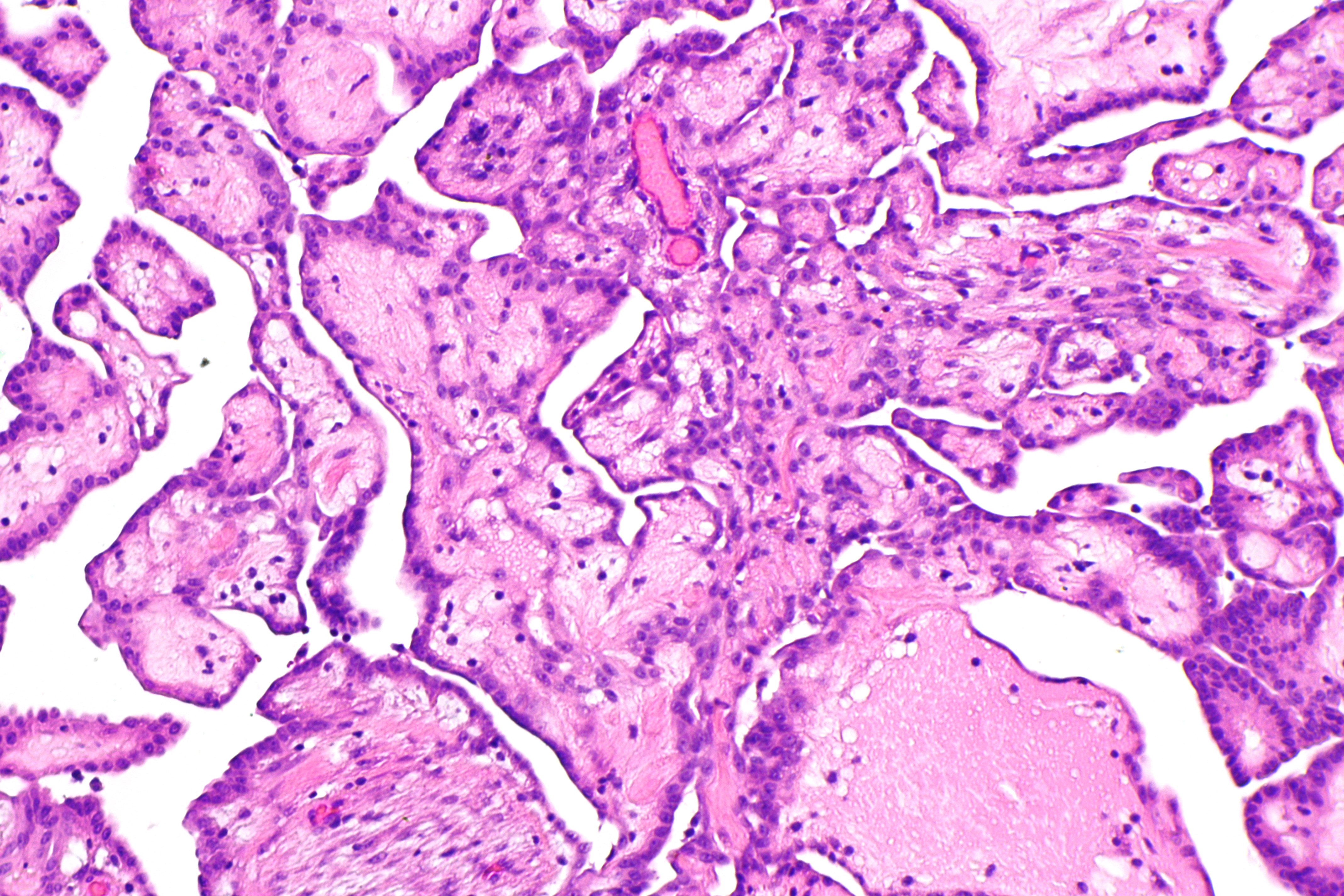
분화가 좋은 유두상 중피종

## 조직학

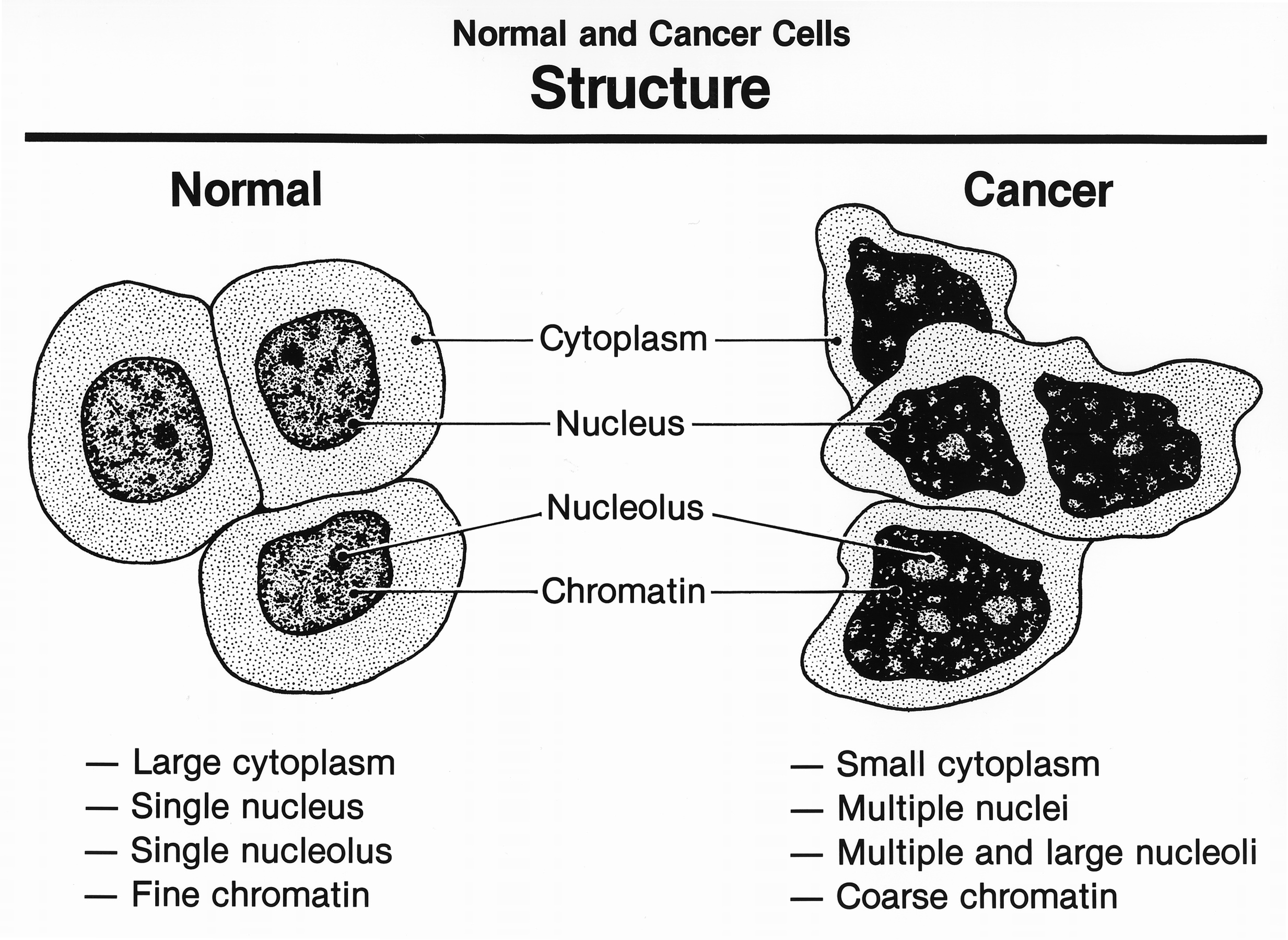
정상 세포와 암세포의 조직학적 특징

암세포는 현미경으로 보았을 때 정상 세포와 구별되는 독특한 조직학적 특징을 보인다. 암세포의 세포핵은 크고 불규칙한 모양을 가지는 경우가 많으며, 세포질 역시 비정상적인 모습을 보이기도 한다. 또한 세포 사이의 다형성이 커지며, 정상 세포에서 나타나지 않는 양상의 유사분열이 관찰되거나, 세포들의 규칙적인 배열이 소실되기도 한다.

### 세포핵
악성 암세포에서는 세포핵의 모양, 크기, 단백질 조성, 질감 등이 종종 변화한다. 세포핵은 모양이 불규칙해지거나, 염색질이 과다해지고, 핵소체가 커지기도 한다. 정상 세포의 경우 세포핵은 동그란 모양을 가지는 경우가 많지만 암세포 세포핵의 윤곽은 불규칙해지기도 한다. 암의 종류에 따라 세포핵에 특이한 모습이 나타나, 진단과 병기 결정에 유용하게 쓰이기도 한다. 핵이 커지면서 핵/세포질 (N/C) 비율이 증가하며, 세포핵 간의 모양과 크기의 차이가 심해진다.

## 발생 원인
- 암세포의 생활사

세포 분열을 조절하는 유전자가 손상을 입었을 때 암세포가 발생할 수 있다. 발암 과정은 정상 세포를 구성하는 유전자의 돌연변이와 후생변이로 인해, 세포의 증식과 사멸 간 균형이 깨지고 세포 분열이 조절되지 못하면서 일어난다. 증식이 조절되지 않으며 (종종) 급속히 일어나면 양성 내지는 악성 종양이 발생한다. 양성 종양은 신체 다른 부분으로 전이하거나 다른 조직을 침습하지 않는다. 악성 종양은 다른 장기를 침범하고, 멀리 위치한 장기로도 전이하며 생명을 위협하기도 한다.
발암에는 하나 이상의 유전자 돌연변이가 필수적이다. 대개 정상 세포가 암세포로 변화하기 위해서는 여러 유전자가 일련의 돌연변이를 거쳐야 한다.
방사선, 화학물질, 그 외 환경적 요인에 노출되면서 DNA에 손상이 가해질 수 있다. 그러나 이런 외부적 요인 없이도, DNA 전사 과정의 교정되지 않은 오류가 시간이 지나면서 자연적으로 축적될 수 있다. 따라서 연령은 그 자체로 위험 인자가 된다. 암을 일으키는 종양바이러스도 특정 암을 유발할 수 있다. 인유두종 바이러스, B형 간염 바이러스, C형 간염 바이러스, 엡스타인-바 바이러스, 거대세포 바이러스, 카포스 육종 연관 헤르페스 바이러스 등이 암을 일으키는 것으로 알려진 바이러스이다. 선천적으로 물려받은 유전자 역시 발암 과정에 관여한다.

## 역사
사람의 암을 옛날부터 인식하고 있었다는 근거는 고대 이집트의 에베르스 파피루스(기원전 1538년)와 미라 유해를 통해 알 수 있다. 2016년, 170만 년 전 발생했던 골육종 사례가 보고되어 문서화된 가장 오래된 호미닌의 악성 암이라는 타이틀을 얻었다.
암의 이해는 르네상스 시대 해부학의 발전과 대항해 시대를 거치면서 급속히 발전했다. 독일의 생물학자이자 정치인이었던 루돌프 피르호는 미세병리학을 연구하였는데, 현미경을 통한 관찰을 질병과 연관지어 설명하였다. 이 덕에 피르호는 "세포병리학의 선구자"라고도 불린다. 1845년, 피르호와 존 휴스 베넷은 각각 독립적으로 환자 백혈구 수의 비정상적인 상승을 관찰하였다. 피르호는 이를 혈액 질환으로 보고 leukämie 라는 이름을 1847년 붙였다. 이는 현재 백혈병의 영어 표기인 leukemia로 바뀌었다. 1857년, 피르호는 머리뼈바닥의 비스듬틀(사대, clivus)에서 기원한 척삭종을 처음 기술하기도 하였다.

## 같이 보기
- 세포자살
- BRCA1
- 발암물질
- 발암
- 종양학